# Rudolf de Habsburg-Lorena, Prinț moștenitor al Austro-Ungariei
Rudolf (n. 21 august 1858, Laxenburg, Austria Inferioară, Austria – d. 30 ianuarie 1889, Mayerling⁠(d), Austria Inferioară, Austro-Ungaria), aparținând Casei de Habsburg-Lorena, a fost arhiduce al Austro-Ungariei și prinț moștenitor al tronului Austro-Ungariei și al Boemiei, unicul fiu al împăratului Franz Joseph I al Austriei și al soției acestuia, împărăteasa Elisabeta (cunoscută sub numele de Sisi).

## Primii ani

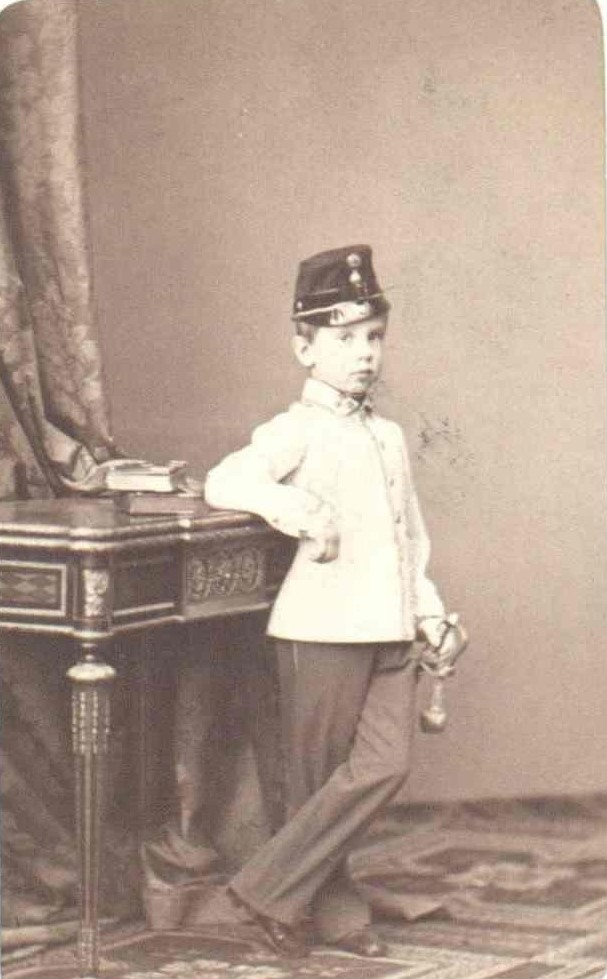
Prințul Rudolf la vârsta de aproape patru ani (1863)

Arhiducele Rudolf Franz Karl Joseph s-a născut la 21 august 1858 în Castelul Laxenburg, situat în apropierea Vienei, ca fiu al împăratului Franz Joseph I și a împărătesei Elisabeta. Numele „Rudolf” l-a primit în onoarea strămoșului său, Rudolf I al Sfântului Imperiu Roman, primul împărat romano-german din Casa de Habsburg. 
Prințul moștenitor Rudolf a fost crescut împreună cu sora lui mai mare, Gisela, de bunica lor paternă, arhiducesa Sofia. Primul copil al părinților săi, o fiică pe nume Sofia, a murit la vârsta de doi ani înainte de nașterea lui Rudolf, în timp ce sora lui mai mică, Marie-Valerie, s-a născut la zece ani după Rudolf. Gisela și Rudolf au crescut împreună și au fost foarte apropiați. La vârsta de șase ani, el a fost separat de sora lui și a început educația pentru a deveni viitorul împărat. Acest lucru nu a schimbat relația cu sora lui Gisela de care a rămas apropiat până la căsătoria acesteia cu Prințul Leopold al Bavariei.
La șase ani a fost încredințat unui preceptor, generalul Charles-Léopold de Gondrecourt (1814 – 1888), mare maestru al curții, cunoscut pentru severitatea sa. Prin metodele sale de educare, dure și chiar crude, acesta a traumatizat micul prinț. După intervenția împărătesei, Gondrecourt a fost înlocuit cu colonelul Joseph Latour von Thurmburg (1820 – 1904), un bun pedagog și liberal, care s-a făcut iubit de elevul său.
Rudolf a suferit datorită absenței mamei sale care cutreiera lumea și care se implicase, deși pentru scurt timp, în probleme politice. De asemenea, înfrângerea suferită de Austria în fața Prusiei (1866), crearea dublei monarhii (Imperiul Austro-Ungar în 1867), iubirea exclusivă a mamei sale pentru ultima născută (Marie-Valérie, 1868), zvonurile răspândite la curte, care susțineau că ar fi copilul contelui Gyula Andrássy, au avut efect asupra tânărului prinț. Arhiducesa Sofia, bunica prințului Rudolf, care se ocupase de educația sa și pe care o iubise, a murit în 1872. Anul următor, sora sa, Gisela, s-a căsătorit la vârsta de 16 ani cu prințul Leopold de Bavaria, o căsătorie de conveniență, însă inutilă din punct de vedere politic. 
Influențat de tutorele său, Ferdinand von Hochstetter (care mai târziu a devenit primul superintendent al Muzeului Imperial de Istorie Naturală), Rudolf a devenit foarte interesat de științele naturale, începând să colecționeze minerale de la o vârstă fragedă. După moartea sa, părți importante din această colecție minerale au intrat în posesia Universității de Agricultură din Viena.

## Viața publică
Rudolf și tatăl lui nu vorbeau niciodată în afară de subiecte secundare cum ar fi vânătoarea. Împăratul, o natură secretoasă, se proteja prin ascunderea în spatele protocolului și i-a amintit din timp fiului său că protocolul nu permitea nici unei persoane - chiar și prințului moștenitor - să i se adreseze; prin urmare, tânărul prinț  nu putea discuta cu tatăl său ceea ce avea pe inimă.
Spre deosebire de tatăl său care avea idei conservatoare, Rudolf avea idei politice liberale. Apropiat de cercurile progresiste și liberale, singura modalitate pe care a găsit-o pentru a critica linia urmată de tatăl său a fost să scrie numeroase articole în diverse ziare vieneze, publicate sub mai multe pseudonime și unde apăra idealul său. Din punct de vedere social el a luptat și cu privilegiile aristocrației, denunțând viața mizeră a muncitorilor. Pe plan diplomatic, el a respins tratatul cu Germania în favoarea unei alianțe cu Rusia și Franța.
Mai mult decât atât, Rudolf a preluat dragostea profundă a mamei lui pentru Ungaria. A fost frustrat de faptul că la vârsta de 30 de ani nu era decât prinț moștenitor în timp ce tatăl său a devenit împărat la 18 ani iar noul împărat al Germaniei, Wilhelm al II-lea, pe care îl disprețuiește profund are 29. Temându-se că va muri înainte de a avea timp să termine lucrarea sa de liberalizare a imperiului (ca tatăl lui Wilhelm al II-lea, Frederic al III-lea, care a murit în 1888 după aproape trei luni de domnie), Rudolf este foarte afectat de soarta tragică a regelui Bavariei, Ludovic al II-lea.

## Căsătorie

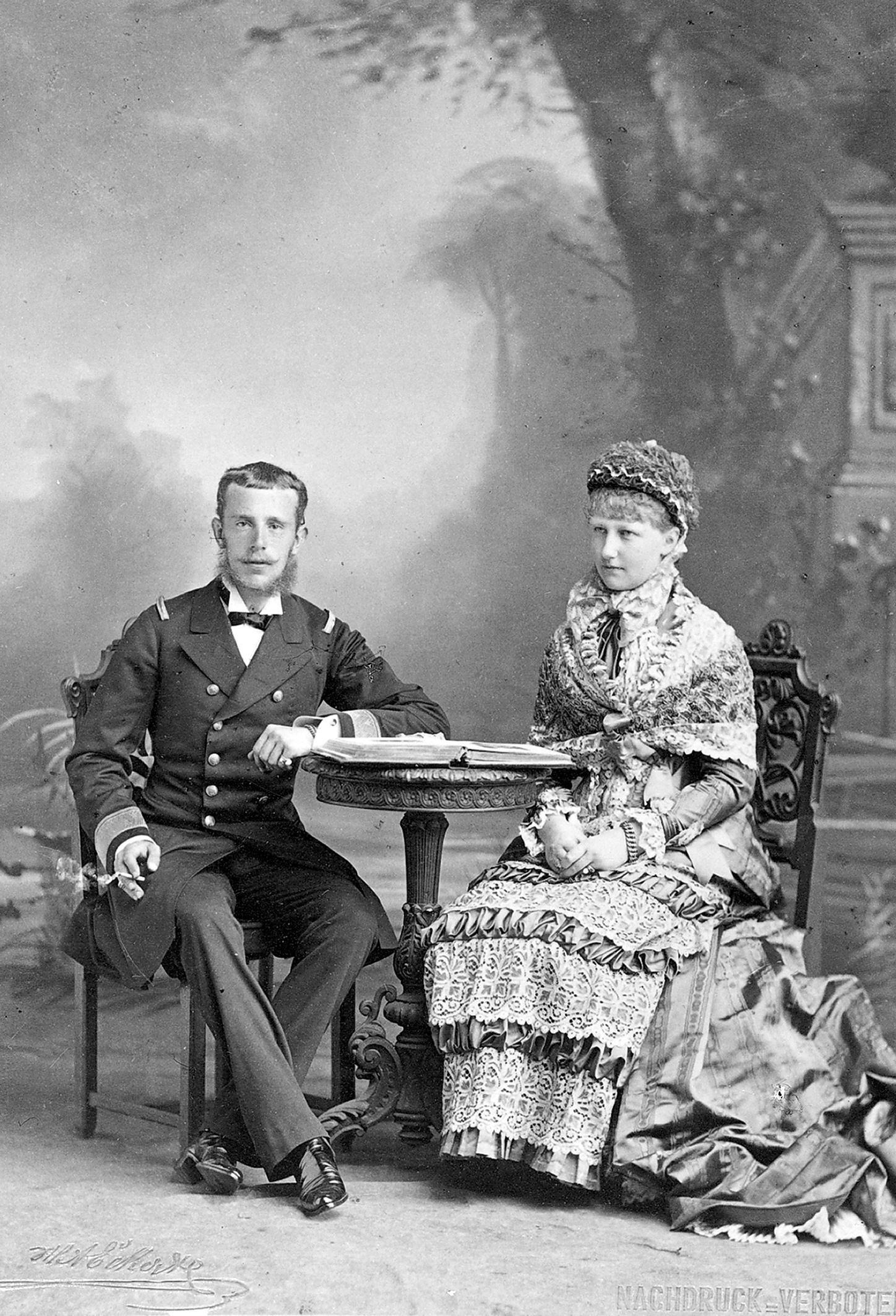
Rudolf și soția sa Stéphanie (1882)

În 1879 a început să caute o soție de rangul său, catolică și a cărui uniune nu va cauza sensibilități diferitelor popoare ale monarhiei. După ce a fost refuzat de infantele Spaniei și Portugaliei, ca și de prințesa de Saxa, Rudolf s-a căsătorit la Viena la 10 mai 1881 cu prințesa Stéphanie, fiica regelui belgian Leopold al II-lea. 
Pentru cuplul imperial, căsătoria este un paliativ: împăratul nu are în vedere că tatăl miresei este arivistul rege Leopold al II-lea. Împărăteasa o găsește pe Stéphanie prea tânără și urâtă (o va porecli mai târziu „cămila hidoasă” sau „țăranca flamandă”). Cei doi soți sunt într-adevăr nepotriviți, Rudolf este un tânăr seducător în timp ce mireasa lui, nu prea feminină, are încă un trup de copil. 
Unicul lor copil, arhiducesa Elisabeta Maria de Austria, s-a născut la 2 septembrie 1883 la Castelul Laxenburg. Nașterea micii prințese, supranumită „Erzsi” este o decepție pentru părinții ei care așteptau un fiu. Se presupune că Rudolf este tatăl lui Robert Pachmann, fiul arhiducesei Maria-Antoinette de Austria și Toscana.

### Aventuri și suicid

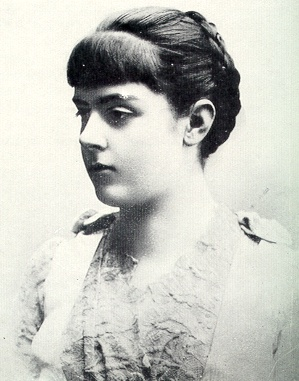
Maria Vetsera

Căsătoria, fericită inițial, s-a soldat rapid cu un eșec. Rudolf este foarte inteligent, puțin convențional, impulsiv și foarte liberal în timp ce Stéphanie este serioasă, protocolară și ternă. Dezacordul dintre ei se mărește continuu și în cele din urmă Rudolf se întoarce la vechea lui viață de celibatar. Are multiple cuceriri și își ia ca amantă pe Mizzi Caspar în 1886.
În urma numeroaselor relații extraconjugale, prințul moștenitor face o formă de blenoragie foarte gravă. El și-a contaminat soția care nu va mai avea alți copii. Rudolf își tratează suferințele cu morfină, cocaină și alcool. Încearcă din răsputeri să ascundă de tatăl său stările de depresie și anxietate.
În timpul verii anului 1888, într-o alarmantă stare fizică și psihică, el propune metresei sale, Mizzi Caspar, să se sinucidă împreună. După ce este refuzat, Rudolf o întâlnește la începutul toamnei anului 1888 (prin intermediul verișoarei sale, contesa Marie-Louise Larisch) pe baronesa Maria, tânăra fiică a baroanei Elena Vetsera. Cei doi au o relație intimă; s-a presupus și că Maria ar fi fost însărcinată la data morții ei.
La 26 ianuarie 1889 prințul Rudolf are o dispută violentă cu tatăl său însă nu se știe dacă împăratul era supărat pentru că Rudolf ar fi cerut papei anularea căsătoriei sale sau i-a cerut fiului său să rupă relația cu Maria Vetsera.
La 27 ianuarie Rudolf se întâlnește cu verișoara lui Marie-Louise căreia îi spune că este în pericol. La întrebarea dacă pericolul vine de la Stéphanie, Rudolf a răspuns: "Stéphanie! O nu, aceasta este o nenorocire particulară. Pericolul care mă amenință este de natură politică."
La 28 ianuarie, Maria Vetsera și Rudolf părăsesc Viena separat pentru a se duce la cabana de vânătoare de la Mayerling, unde prințul urmează să vâneze împreună cu contele Joseph Hoyos și cu cumnatul său, Prințul Philipp de Saxa-Coburg și Gotha. Rudolf a scris scrisori de adio familiei și a scris șefului de secție a Ministerului Afacerilor de Externe să deschidă biroul său și să distrugă toate scrisorile de la contesa Larisch și de la Marie Vetsera.
La 29 ianuarie, cei doi invitați, contele Hoyos și prințul Philipp (soțul surorii Stéphaniei), au ajuns la Mayerling. Ei nu bănuiesc prezența Mariei Vetsera.
Rudolf și Maria sunt găsiți morți în dimineața zilei de 30 ianuarie 1889 în pavilionul de vânătoare. Un suicid organizat de Rudolf și amanta sa sau un atentat politic. Zita, ultima împărăteasă a Austriei, a susținut până la sfârșitul vieții sale (1983) că Rudolf și Maria Vetsera au fost asasinați din rațiuni politice.

## Memoria
Bulevardul Rudolf din Brașov⁠(hu)[traduceți], construit la începutul secolului al XX-lea, i-a purtat numele. În prezent se numește Bulevardul Eroilor.